# Sheena – Königin des Dschungels (Comic)
Sheena – Königin des Dschungels ist der Titel und die Hauptfigur eines Abenteuer-Comics. Ähnlich wie Tarzan trägt sie ein Leopardenfell, ist als Waisenkind im afrikanischen Dschungel aufgewachsen und kann mit wilden Tieren sprechen. Sie begründete ein eigenes, das sogenannte „Jungle Girl“-Genre.
Sheena wurde von Will Eisner und Jerry Iger erschaffen (unter dem Pseudonym „W. Morgan Thomas“) und erschien zuerst 1937 in dem britischen Magazin Wags #1. Im Frühjahr 1942 bekam sie als erste Comicheldin ihr eigenes Magazin, noch vor Wonder Woman.
1955/56 wurde eine auf dem Comic basierende Fernsehserie gedreht, 1984 kam zu Sheena der Film Sheena – Königin des Dschungels in die Kinos. 2000 folgte die Serie Sheena – Königin des Dschungels.